# Archäologisches Nationalmuseum der Abruzzen
Das Archäologische Nationalmuseum der Abruzzen (italienisch Museo archeologico nazionale d’Abruzzo – MuNDA) ist ein auf Bodenfunde ausgerichtetes Nationalmuseum in Chieti, einer der Städte in den mittelitalienischen Abruzzen. Seine Zuständigkeit erstreckt sich auf diese Region und reicht zeitlich von der Urgeschichte bis ins 19. Jahrhundert.

## Geschichte
Das Haus befindet sich in den städtischen Gärten, genauer gesagt, in der Villa Frigerj, einem neoklassischen Gebäude, das Baron Ferrante Frigerj nach einem Entwurf des Neapolitaner Architekten Enrico Riccio um 1830 errichten ließ. Die Villa wurde von den Erben an die Kommune Chieti für 10.000 Dukaten verkauft, was im gerade gegründeten Italien 42.500 Lire entsprach.
Die Kommune brachte dort zunächst ein Agrarinstitut unter, dann zu Anfang des 20. Jahrhunderts das Istituto Tecnico «Ferdinando Galiani». Diese Einrichtung war bereits 1865 gegründet worden. Die Gärten der Anlage wurden 1868 erstmals für das allgemeine Publikum geöffnet. Ende des 19. Jahrhunderts begann die Kommune weitere Grundstücke zu erwerben, um einen Stadtpark zu schaffen.
Pläne zur Einrichtung eines archäologischen Museums erschienen erstmals 1939 durch Professor Valerio Cianfarani. Die Eröffnung fand allerdings erst 1959 statt.

## Säle, Bibliothek

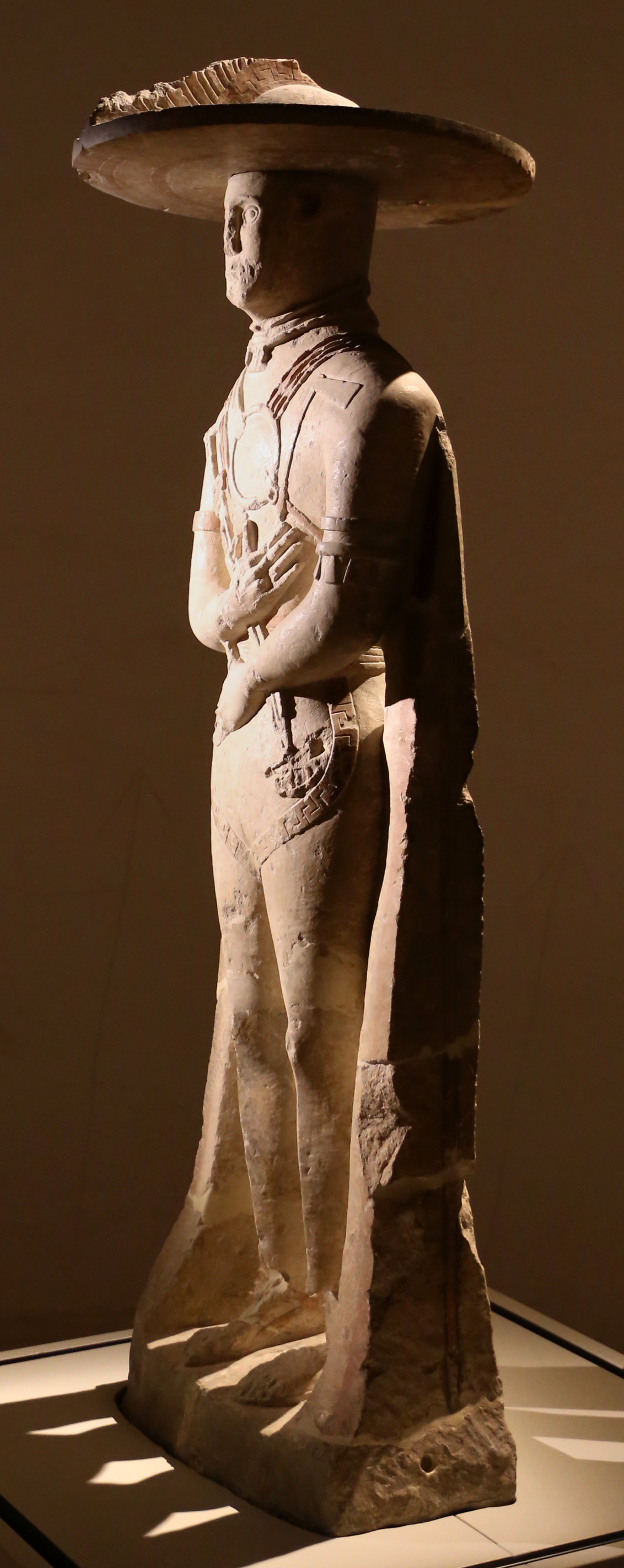
Der Krieger von Capestrano erhielt im Museum einen eigenen Saal.

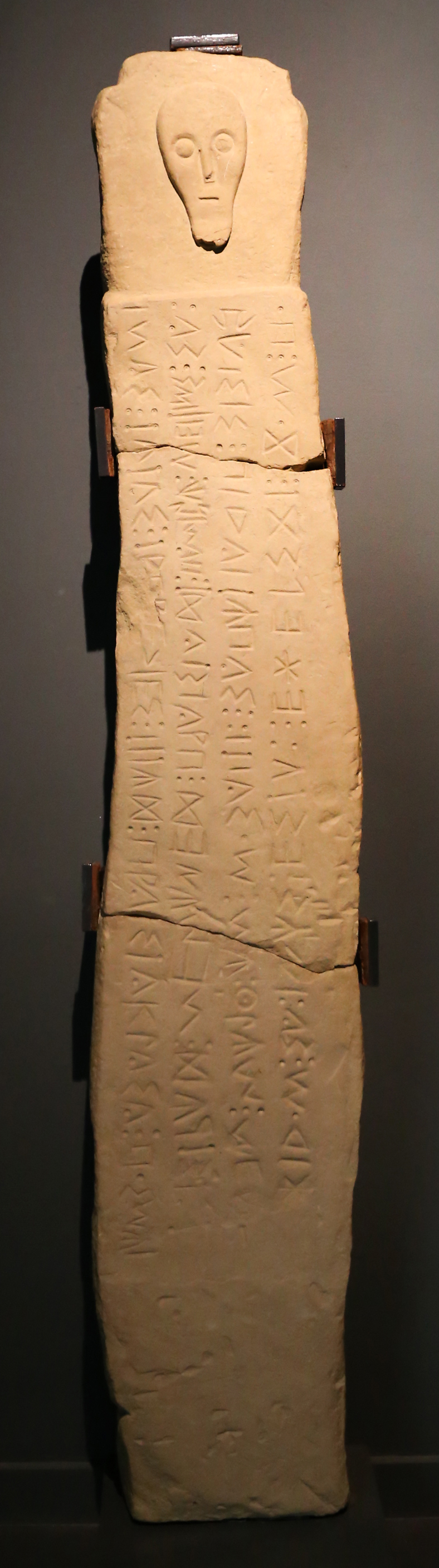
Stele mit paläo-sabellischer Inschrift

Die Säle sind seit 1984 nach ethnisch-territorialen Prinzipien bestückt, um die entsprechenden Unterschiede, die sich seit der Eisenzeit und bis ins Frühmittelalter erkennen lassen, zu verdeutlichen. So erscheinen Objekte, die sich auf die ethnischen Gruppen oder Stämme der Vestini, Paeligni, Marrucini und Caraceni beziehen, im ersten Geschoss. Entsprechend der Fundhäufigkeit erhielten Stücke aus Begräbniszusammenhängen, also aus Nekropolen, erheblichen Vorrang. Diese umspannen die Zeit vom 9. bis zum 4. Jahrhundert v. Chr.
Hingegen repräsentieren zwei Säle die italische Kultur. Im ersten Saal finden sich Artefakte aus den Gebieten von Capestrano, Rapino, Atessa, Collelongo, Loreto und Guardiagrele. Dort befinden sich vor allem Statuen. Hingegen finden sich im zweiten Saal Begräbnisstelen mit Inschriften wohl aus paläo-sabellischer Zeit aus Penna Sant’Andrea. Trotz der nicht geringen Übersetzungsprobleme wirft die Inschrift Licht auf die politischen Verhältnisse, auch ist sie sprachgeschichtlich von großer Bedeutung.
Im Anthropologischen Saal wurden organische Überreste untergebracht, auch menschliche. Aus letzteren ließen sich Rückschlüsse auf die Lebens- und Ernährungsweise, auf die Lebenserwartung, den Gesundheitszustand usw. ziehen.
Das Erdgeschoss wurde dem Krieger von Capestrano und der zugehörigen kulturellen Situation des 6. Jahrhunderts v. Chr. gewidmet. Der neue Saal wurde von Mimmo Paladino im Jahr 2011 realisiert.

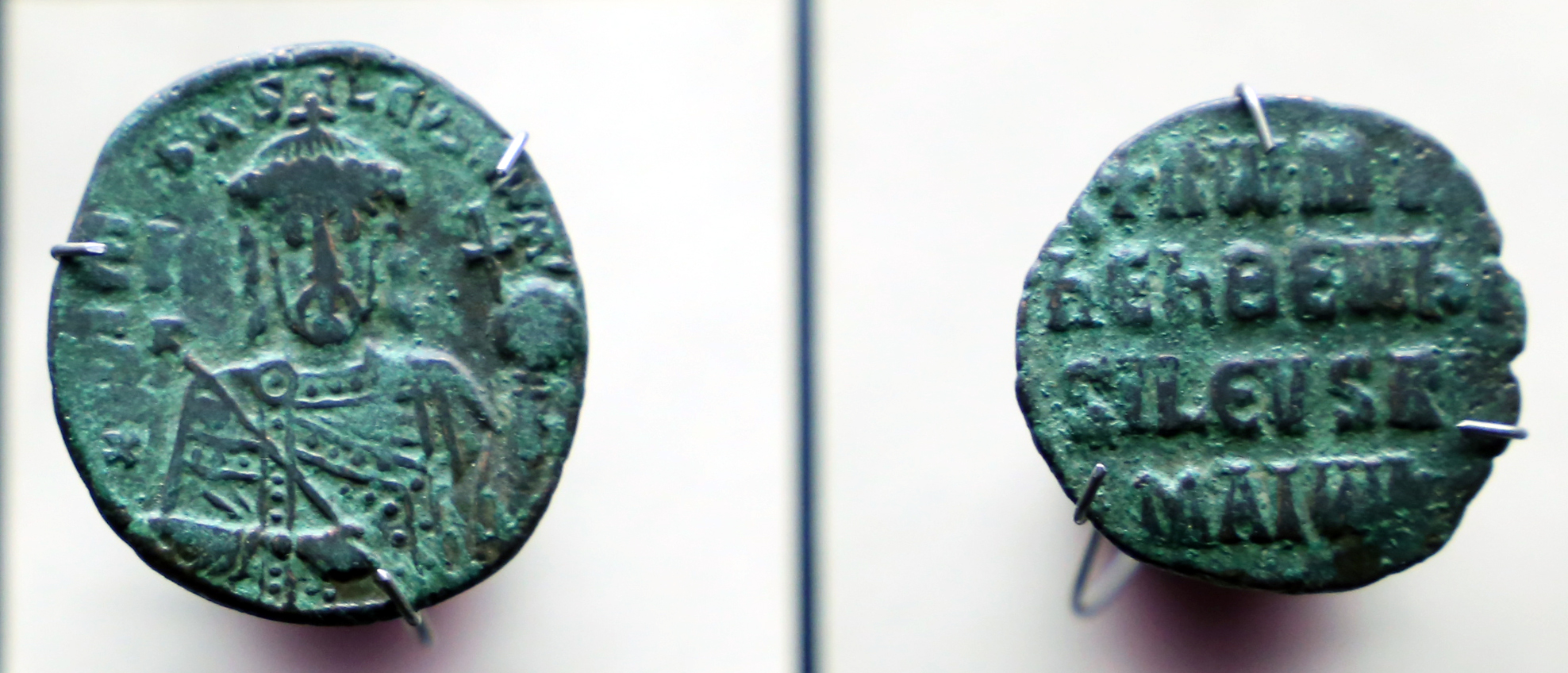
Unter Kaiser Konstantin IV. geprägter Follis

Hinzu kommen die Sammlung Pansa, die dem Museum 1954 überantwortet wurde, und eine numismatische Abteilung, die etwa 15.000 Münzen aus der Zeit zwischen dem 4. Jahrhundert v. Chr. und dem 19. Jahrhundert birgt. 
Die Collezione Pansa erhielt 1992 einen eigenen Platz im Museum, da ihre Zusammensetzung auf den persönlichen Interessen des einstigen Sammlers beruhte. Zu dieser Sammlung zählen Bronzen, Schmuck, Glas sowie zahlreiche Alltagsgegenstände der Antike.
Die Fachbibliothek umfasst etwa 13.000 Bände.